# وردتس
وردتس (به فرانسوی: Verdets) یک کمون در فرانسه است که در Canton of Oloron-Sainte-Marie-Est واقع شده‌است.

## خصوصیات
وردتس ۵٫۶۲ کیلومترمربع مساحت و ۲۷۱ نفر جمعیت دارد و ۲۰۰ متر بالاتر از سطح دریا واقع شده‌است.